# Віктор Чермак
Віктор Чермак (пол. Wiktor Czermak; 10 серпня 1863, Янів, Королівство Галичини і Лодомерії — 14 березня 1913, Краків) — польський історик, педагог, професор Ягеллонського університету, доктор наук. Член-кореспондент Академії знань в Кракові.

## Біографія
Народився 10 серпня 1863 року в Янові (тоді Королівство Галичини і Лодомерії, Австро-Угорщина; нині Івано-Франкове, Яворівський район Львівська область, Україна) в сім'ї старости дрогобицького округу. Після закінчення гімназії в Дрогобичі, вступив до Львівського університету, де вивчав історію під керівництвом професора К. Ліске. У 1887 році захистив докторську дисертацію, захистивши дисертацію на тему справи Любомирського 1664.
У 1889—1891 роках брав участь у вченій експедиції, спорядженій краківською академією в Рим для дослідження матеріалів з історії Польщі в ватиканському архіві, також займався науковими дослідженнями в архівах Берліна і Венеції. З 1891 працював в Ягеллонському університеті. Завідував історичною бібліотекою (1891—1897).
1. 1 2  Internetowy Polski Słownik Biograficzny
2. ↑  CONOR.Sl